# Zepar
Na demonologia, Zepar é um Grande Duque do inferno, que tenta seduzir mulheres, e se for solicitado por elas, ele pode mudar a sua forma física, para o homem (amante) que elas desejariam ter. Além disso, ele tem o poder de tornar as mulheres estéreis. Ele tem vinte e seis legiões de demónios sob seu comando.
Outros grimórios dizem que ele faz com que as mulheres amem os homens, e que conseguem junta-los para o amor.
Ele é retratado como um soldado com roupa vermelha e armadura.